# Andrzej Szymczak

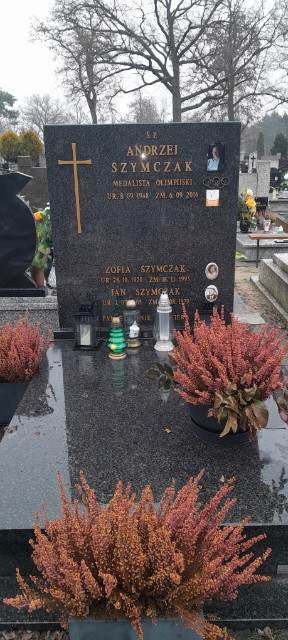
Grób Andrzeja Szymczaka na cmentarzu w Konstantynowie Łódzkim

Andrzej Szymczak (ur. 8 września 1948 w Konstantynowie Łódzkim, zm. 6 września 2016 tamże) – polski piłkarz ręczny, grający na pozycji bramkarza, reprezentant kraju w różnych kategoriach wiekowych, w tym w kategorii seniorów, brązowy medalista z Igrzysk Olimpijskich w Montrealu (1976) i brązowy medalista Mistrzostw Świata (1982). Srebrny medalista Pucharu Świata (1974). Był jednym z najlepszych bramkarzy na świecie, 13 października 1974 roku w Ljubljanie wystąpił w Reprezentacji Świata w spotkaniu z Jugosławią.

## Życiorys
Urodził się w Konstantynowie pod Łodzią i w 1964 rozpoczął treningi w tamtejszym Sokole. Następnie był zawodnikiem Włókniarza Konstantynów, Śląska Wrocław i Anilany Łódź oraz austriackiego klubu Voest Linz. Karierę zawodniczą zakończył w Luksemburgu, w drużynie HC Berchem w sezonie 1984/1985. Wychowanek trenerów: Roberta Szklennika i Tadeusza Wadycha.
W latach 1967–1984 rozegrał 229 oficjalnych spotkań międzypaństwowych w seniorskiej reprezentacji Polski. Dwukrotnie brał udział w igrzyskach olimpijskich (1972 – 10. miejsce, 1976 – brązowy medal), cztery razy wystąpił na mistrzostwach świata (1970 – 13/16. miejsce, 1974 – 4. miejsce, 1978 – 6. miejsce, 1982 – brązowy medal) – najlepszy bramkarz turnieju w roku 1974, gdzie obronił 19 z 27 rzutów karnych. W 1984 był w kadrze przygotowującej się do startu na Igrzyskach w Los Angeles, jednak Polska wycofała się z imprezy. W zamian za to zorganizowano turniej Przyjaźń-84, w którym uczestniczył i zajął z drużyną 3. miejsce. Był ponadto brązowym medalistą Akademickich MŚ (1975) i finalistą Pucharu Bałtyku (1970).
Ośmiokrotny medalista Mistrzostw Polski: mistrz Polski (1983), 3-krotny wicemistrz kraju (1971, 1977, 1984) i 4-krotny brązowy medalista MP (1972, 1974, 1975, 1982). 2-krotny zdobywca Pucharu Polski (1973, 1977). Trener łódzkiej Anilany (1985–1989, 1990–1995), a w latach 1990–1992 drugi trener męskiej reprezentacji Polski, współpracujący z Michałem Kaniowskim.
Pod koniec życia zmagał się z problemami zdrowotnymi. W 2014 roku przeszedł zawał serca. Zmarł 6 września 2016 roku w Konstantynowie Łódzkim.

## Odznaczenia
Odznaczony Złotym Krzyżem Zasługi i dwukrotnie Brązowym Medalem „Za wybitne osiągnięcia sportowe” (1976, 1982), uhonorowany Odznaką Diamentową z Wieńcem „Za Zasługi dla Piłki Ręcznej” (2013).